# Saint-Broing-les-Moines
 Saint-Broing-les-Moines  là một xã ở tỉnh Côte-d'Or trong vùng Bourgogne-Franche-Comté, phía đông nước Pháp. Khu vực này có độ cao trung bình 390 mét trên mực nước biển.